# 소취하
소취하란 소송을 포기하는 것을 말한다.

## 소취하간주 요건
1. 당사자 쌍방의 2회 결석이 있을 것
2. 2회 결석 후 1월 이내에 기일지정신청이 없거나 그 후의 기일에서의 쌍방불출석할 것
3. 동일심급의 동종의 기일에서의 2회 내지 3회 결석일 것

## 판례
소송행위가 사기, 강박 등 형사상 처벌을 받을 타인의 행위로 인하여 이루어졌다고 하여도 (1) 그 타인의 행위에 대하여 유죄판결이 확정되고 또 (2) 그 소송행위가 그에 부합되는 의사 없이 외형적으로만 존재할 때에 한하여 민사소송법 제451조 제1항 제5호, 제2항의 규정을 유추해석하여 그 효력을 부인할 수 있다

## 같이 보기
- 소취하무효확인의 소
- 소송행위의 철회
- 항소취하